# December to Dismember (1995)
December to Dismember 1995 était un spectacle de catch qui a eu lieu le 9 décembre 1995, à l'Arena ECW à Philadelphie , Pennsylvanie produit par la ECW. 11 ans après, en 2006, une nouvelle édition a été produite cette fois par la WWE pour la renaissance de la ECW.

## Tableau des matchs
| # | Match | Stipulation                                                          | Temps |
| - | --- | -------------------------------------------------------------------- | ----- |
| 1 | Dances with Dudley et Dudley Dudley def. Bad Breed (Axl Rotten et Ian Rotten)                                         | Tag team match                                                       | 2:00  |
| 2 | Tazz def. El Puerto Ricano                                                                                            | Match simple                                                         | 3:26  |
| 3 | Hack Meyers def. Bruiser Mastino                                                                                      | Match simple                                                         | 6:15  |
| 4 | The Eliminators (Perry Saturn et John Kronus) def. The Pitbulls (Gary Wolfe et Anthony Durante)                       | Tag team match                                                       | 09:30 |
| 5 | Raven def. Tommy Dreamer                                                                                              | Match simple                                                         | 8:45  |
| 6 | JT Smith def. Tony Stetson                                                                                            | Match simple                                                         | 5:04  |
| 7 | The Sandman def. Mikey Whipwreck (c) et Steve Austin                                                                  | Three Way Dance pour remporter le ECW World Heavyweight Championship | 19:45 |
| 8 | The Public Enemy (Rocco Rock and Johnny Grunge) def. The Heavenly Bodies (Tom Prichard and Jimmy Del Ray)             | Tag team match                                                       | 08:46 |
| 9 | The Public Enemy, The Pitbulls, et Tommy Dreamer def. The Heavenly Bodies, The Eliminators, Raven, et Stevie Richards | Ultimate Jeopardy Steel Cage match (21:00)                           | 21:00 |